# إف سي هيلسينجور
إف سي هيلسينغور هو نادي كرة قدم دنماركي من هيليسينكور .يلعب النادي في دوري الدرجة الأولى الدنماركي ، بعد أن تمت ترقيته مؤخرًا بعد فوزه بالدوري الدنماركي الثاني.